# 谭真
谭真（1899年—1976年），广东中山人，中华人民共和国政治人物。曾在天津工商学院任教，担任交通部新港工程局总工程师，交通部航务工程总局工程公司副经理兼总工程师。

## 生平
1954年，当选第一届全国人民代表大会代表。